# Muhamed Mujić
Muhamed Mujić (25. dubna 1933 – 20. února 2016) byl jugoslávsko-bosenský fotbalista. Hrál na Letních olympijských hrách 1956 za Jugoslávii, kde získal stříbrnou medaili, a na Mistrovství světa ve fotbale 1962. Jako kapitán[zdroj?] jugoslávské reprezentace hrál i v brutálním zápase, ve kterém zlomil nohu sovětskému obránci Eduardu Dubinskému, což částečně přispělo k jeho smrti o sedm let později. Přestože rozhodčí Albert Dusch hráče nepenalizoval, Mujiće následně odvolala vlastní federace.

## Kariéra
Většinu své kariéry hrál za Velež Mostar. V reprezentaci Jugoslávie debutoval v dubnu 1956 v zápase Středoevropského poháru proti Maďarsku a celkem odehrál 32 zápasů, ve kterých vstřelil 15 gólů. Jeho posledním mezinárodním zápasem byl neslavný zápas na mistrovství světa v květnu 1962 proti Sovětskému svazu. Do národního týmu poté už nikdy nebyl povolán.

### Reprezentační góly
| #   | Datum              | Místo                                           | Soupeř          | Skóre | Výsledek | Soutěž                                            |
| --- | ------------------ | ----------------------------------------------- | --------------- | ----- | -------- | ------------------------------------------------- |
| 1.  | 28. listopadu 1956 | Olympic Park Stadium, Melbourne, Austrálie      | USA             | 9–1   | Výhra    | Letní olympijské hry 1956                         |
| 2.  | 29. září 1957      | Stadionul Național, Bukurešť, Rumunsko          | Rumunsko        | 1–1   | Remíza   | Kvalifikace na Mistrovství světa ve fotbale 1958  |
| 3.  | 10. listopadu 1957 | Stadion JNA, Bělehrad, Jugoslávie               | Řecko           | 4–1   | Výhra    | Kvalifikace na Mistrovství světa ve fotbale 1958  |
| 4.  | 10. listopadu 1957 | Stadion JNA, Bělehrad, Jugoslávie               | Řecko           | 4–1   | Výhra    | Kvalifikace na Mistrovství světa ve fotbale 1958  |
| 5.  | 14. září 1958      | Praterstadion, Vídeň, Rakousko                  | Rakousko        | 3–4   | Výhra    | Přátelský zápas                                   |
| 6.  | 11. října 1959     | Stadion JNA, Bělehrad, Jugoslávie               | Maďarsko        | 2–4   | Prohra   | Přátelský zápas                                   |
| 7.  | 25. října 1959     | Národní stadion Vasil Levski, Sofie, Bulharsko  | Bulharsko       | 1–1   | Remíza   | Kvalifikace na Mistrovství Evropy ve fotbale 1960 |
| 8.  | 15. listopadu 1959 | Stadion JNA, Bělehrad, Jugoslávie               | Řecko           | 4–0   | Výhra    | Kvalifikace na Letní olympijské hry 1960          |
| 9.  | 15. listopadu 1959 | Stadion JNA, Bělehrad, Jugoslávie               | Řecko           | 4–0   | Výhra    | Kvalifikace na Letní olympijské hry 1960          |
| 10. | 20. prosince 1959  | Niedersachsenstadion, Hannover, Západní Německo | Západní Německo | 1–1   | Remíza   | Přátelský zápas                                   |
| 11. | 10. dubna 1960     | Stadion JNA, Bělehrad, Jugoslávie               | Izrael          | 1–2   | Prohra   | Kvalifikace na Letní olympijské hry 1960          |
| 12. | 18. června 1961    | Stadion JNA, Bělehrad, Jugoslávie               | Maroko          | 3–2   | Výhra    | Přátelský zápas                                   |
| 13. | 18. června 1961    | Stadion JNA, Bělehrad, Jugoslávie               | Maroko          | 3–2   | Výhra    | Přátelský zápas                                   |
| 14. | 2. prosince 1961   | Government Stadium, Wan Chai, Hongkong          | Hongkong        | 1–2   | Výhra    | Přátelský zápas                                   |
| 15. | 7. prosince 1961   | Gelora Senayan Main Stadium, Jakarta, Indonésie | Indonésie       | 1–5   | Výhra    | Přátelský zápas                                   |